# Martin Giese
Martin Giese (* 24. März 1937 in Friedrichsdorf, Land Mecklenburg; † 21. Oktober 2017) war ein deutscher Radrennfahrer.

## Sportliche Laufbahn
Giese war Straßenradsportler und  fand 1957 zum Radsport. Er startete von 1958 bis 1965 für den damaligen Armeesportclub ASK Vorwärts Leipzig und gehörte in dieser Zeit zu den bekannten DDR-Straßenfahrern. 1961 hatte er seine erste Berufung in die Nationalmannschaft der DDR, er startete in der Tunesien-Rundfahrt und gewann mit seinem Team (Hans Scheibner, Kurt Müller, Günter Lux, Horst Kappel und Karl Kaminski) dort das Mannschaftszeitfahren. Der DDR-Nationalmannschaft gehörte Giese von 1961 bis 1964 an. In der Ostsee-Rundfahrt belegte er 1961 den 3. Platz. Danach hatte er einen schweren Sturz und pausierte längere Zeit bei Wettkämpfen. In der DDR-Rundfahrt kam er 1962 auf den 9. und 1963 auf den 5. Platz. 1964 belegte er in der Marokko-Rundfahrt den 46. Platz. 
Nach dem Umzug der Straßenradsportler des ASK Vorwärts Leipzig nach Frankfurt (Oder) wechselte er zum SC Dynamo Berlin. Ab 1969 bestritt er Steherrennen, konnte in dem neuen Metier aber keine Erfolge erzielen. Kurz darauf beendete er seine Laufbahn. 
Später arbeitete er in mehreren Funktionen als Sportinstrukteur, u. a. auch im Wintersport, sowie in Dienststellen beim DTSB der DDR.